# تيري ميلز (سياسي)
تيري ميلز (بالإنجليزية: Terry Mills)‏ هو سياسي أمريكي، ولد في 12 أكتوبر 1950. حزبياً، نشط في الحزب الديمقراطي.

## وصلات خارجية
- الموقع الرسمي